# Kinixys natalensis
Kinixys natalensis är en sköldpaddsart som beskrevs av den sydafrikanske zoologen Hewitt 1935. Kinixys natalensis ingår i släktet Kinixys och familjen landsköldpaddor. IUCN kategoriserar arten globalt som nära hotad. Inga underarter finns listade i Catalogue of Life.
Arten förekommer i Sydafrika i avrinningsområdet av floden Tugela samt i Swaziland och Moçambique.